# ダヴィト・ダラフヴェリゼ
ダヴィト・ダラフヴェリゼ（グルジア語: დავით დარახველიძე、グルジア語ラテン翻字: Davit Darakhvelidze、1958年6月4日 – ）は、ジョージアの政治家。2012年から2014年までイヴァニシヴィリ政権およびガリバシヴィリ政権で国内避難民・難民大臣を務めた。

## 経歴
1958年にアンブロラウリ地区のボスタナで誕生。1980年にジョージア工学院土木建築工学部を卒業。1996年にトビリシ国立大学法学部で弁護士課程を修了。
1980年から1993年までジョージア農業省で職員として勤務。1998年から2003年までラチャ＝レチフミおよびクヴェモ・スヴァネティ州で第一副知事。
2012年から2014年までジョージア国内避難民大臣・難民大臣を務めた。彼は2014年7月、独立状態にあるアブハジア共和国の代表者とトルコのイスタンブールで会談を行い、アブハジア内に残されたアブハジア戦争時のジョージア人兵士の遺体搬送について協議した。
2014年7月21日、イラクリ・ガリバシヴィリ首相は内閣改造を発表。ピピアはシャルヴァ・ピピア農業大臣ら4名の閣僚とともに内閣を外れることになった。後任にはソザル・スバリ矯正・法務支援大臣が指名された。
2006年より、政党「国民フォーラム」に参加。